# 迎え火

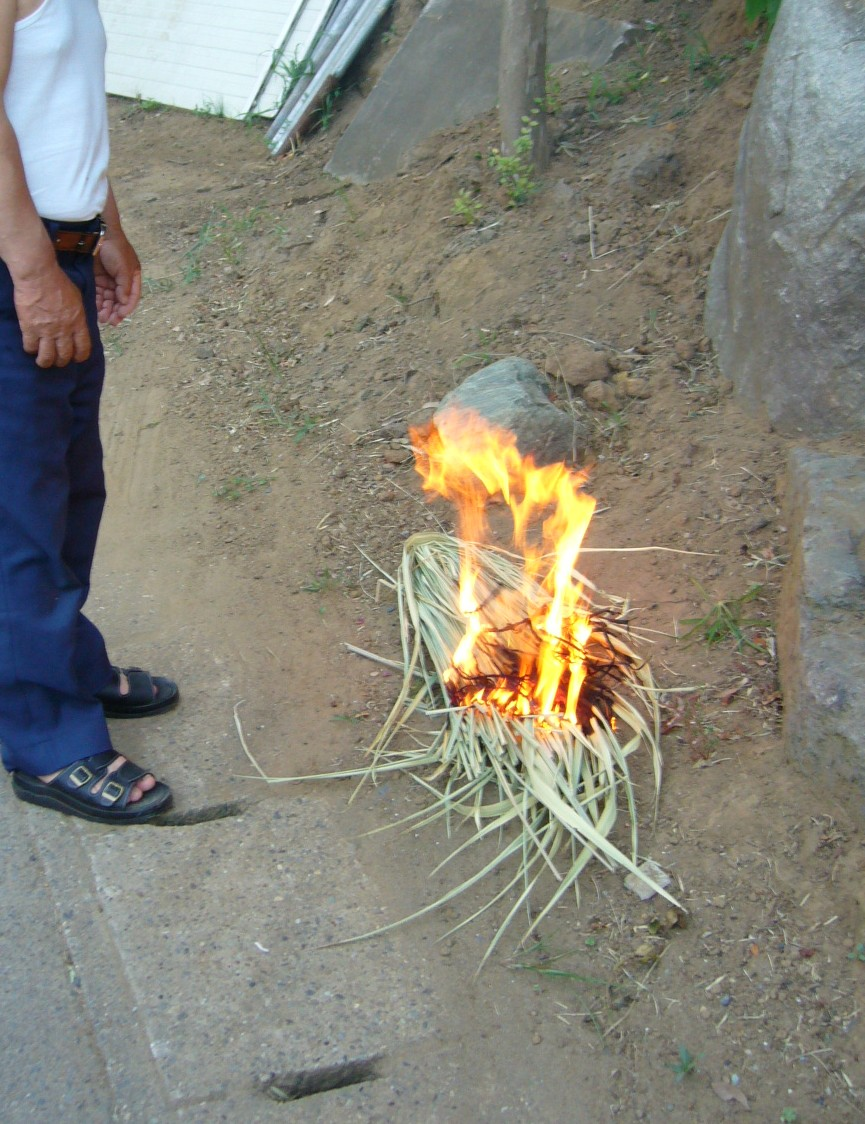
マコモを使用した迎え火

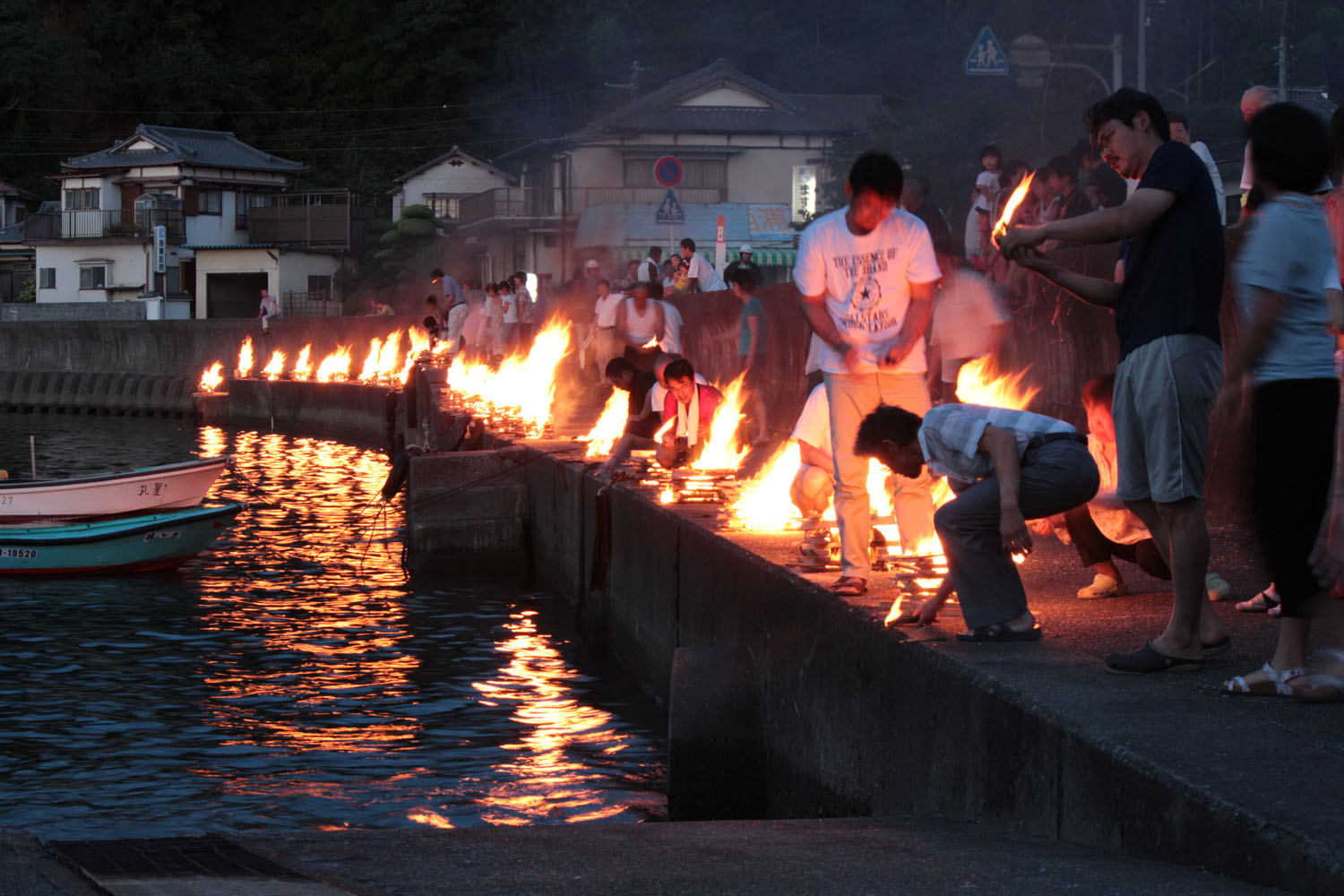
静岡県沼津市久連で行われる迎え火。7月31日に集落の住民が集まり、海に向かって行われる。薪を井の字に組み一斉に着火する。この手法は近隣の他の集落では行われていない。

迎え火（むかえび）とは、客人や神霊をむかえるためにたく火のことである。神迎えや婚礼、葬式にも使われるが、一般的にはお盆の時の先祖の霊を迎え入れるためにたく野火のことを指す。1日から7日にやる地方もあるが、一般的には7月13日または8月13日の夕刻に行う。地域によっては御招霊など大掛かりなものもある。以前からあったが、年中行事として定着したのは江戸時代と言われている。
また迎え火の変形として盆提灯がある。これも同じく先祖の霊を迎え入れるための目印であり、また先祖の霊が滞在しているしるしであるとされる。この風習は鎌倉時代から行われている。さらに竿燈や五山送り火のように発展したり、送り火に変化したものもある。

## 方法
地域や条件により様々有って統一様式はないが、
- 家の門口や辻で皮を剥いだ麻の茎（オガラ）を折って積み重ね、着火する。これが最も一般的な方法である。
- 麦藁を焚きながら「盆さま盆さま お迎え申す。」と大声で叫び、子供がその火を持ち、再び火を焚く。これは主に関東地方に多い方法である。
- 墓から家までの道に108本の白樺の皮を竹につけ、順に火をつける。
- 墓から山まで先祖の霊を迎える。
- 8月13日夕、墓のある自家農地や町内の菩提寺まで、家紋入り提灯をもって家族ほぼ総出で墓参りに行き、帰路は提灯に灯りを付けて帰り、その火を仏壇に点灯する。送り火は16日夕（15日夕）に逆に墓まで提灯を点灯、墓参りして消灯後戻る。さらに2度目の迎え火を8月14日未明に行う地域もあるが、地域の伝承習慣であり来歴子細は不明である。多数が都会に出るようになり、墓も集団墓地に集約されて、菩提寺参りが現実的でないことで自宅前で済ませる省略形が先出「一般形」になった様である。

## 現状
火災等の原因になることもあるため、焙烙の上で焚いたり、盆提灯に電灯を灯したり、装飾のみで迎え火とする場合もある。